# Rugbyclub Eindhoven PSV
Rugbyclub Eindhoven (RCE) is een rugbyvereniging uit Eindhoven.

Rugbyclub Eindhoven speelt de wedstrijden op het sportcomplex aan de Vijfkamplaan.

## Geschiedenis
De vereniging werd in 1929 opgericht door Thal Larsen. De vereniging speelt momenteel in de 3e Klasse Zuid Oost.

## Winsten
Rugby Club Eindhoven werd in het seizoen 1982/1983 Kampioen van de 2e klasse Zuid. 